# أوبرستدورف
أوبرستدورف هي بلدة ألمانية تشتهر برياضة التزحلق على الثلج والحركلة،تقع في جبال الألب البافارية.